# Virtus Volley Fano
La Virtus Volley Fano è una società pallavolistica maschile italiana con sede a Fano: milita nel campionato di Serie A2.

## Storia
Viene fondata nel 1964 per iniziativa di Giorgio Tonelli (1947-2023), prendendo  parte inizialmente a tornei dilettantistici. A partire dalla fine degli anni settanta ottiene importanti risultati con il settore giovanile, vincendo cinque scudetti Under-15 tra il 1979 e il 1992 e un titolo Under-18 (1988).
Nella stagione 1982-83 debutta in Serie B; successivamente, con la divisione della categoria, la Virtus viene inserita in Serie B2. È con l'importante contributo dell'allenatore Angelo Lorenzetti che, tra il 1988 e il 1991, con due promozioni in tre stagioni, la squadra bianco-rossa, sponsorizzata dalla Cassa di Risparmio di Fano, ottiene per la prima volta il passaggio in Serie A2. L'effetto dell'immediata retrocessione (1991-92) viene evitato grazie alla rinuncia della Pallavolo Belluno, che consente il ripescaggio della Carifano Gibam, per l'annata successiva.
A una serie di campionati chiusi a centro-classifica segue, nel 1997-98, la promozione in A1. L'esperienza in massima serie (1998-99, con gare interne giocate all'Adriatic Arena di Pesaro), è deludente e termina con un'immediata retrocessione. La stagione successiva la Virtus conquista il suo primo titolo, la Coppa Italia di Serie A2, ma nel 2000-01 una nuova retrocessione, sancisce il ritorno dei biancorossi in Serie B1, dopo dieci anni. Nel 2003 la Virtus vende i diritti di B1, reiscrivendosi in Serie B2, retrocedendo tuttavia dopo poche stagioni nella serie C regionale.
Passati alcuni anni nei campionati regionali, nel 2017 acquisisce i diritti per la Serie B e dopo una annata nella quale conquista con largo anticipo la salvezza, nella stagione successiva vince i play-off e conquista la promozione nella neonata Serie A3.
Milita nella terza serie nazionale per cinque stagioni consecutive, durante le quali, nella stagione 2022-23 debutta sia nella Coppa Italia di Serie A3 sia nella supercoppa di categoria. Nell'annata 2023-24, dopo aver terminato la regular season al secondo posto in classifica, si aggiudica la vittoria nei play-off promozione, riconquistando la Serie A2 a ventiquattro anni dall'ultima partecipazione.

## Rosa 2024-2025
| N° | Nome                | Ruolo | Data di nascita   | Nazionalità sportiva |
| -- | ------------------- | ----- | ----------------- | -------------------- |
| 2  | Manuel Coscione     | P     | 29 gennaio 1980   | Italia               |
| 4  | Pietro Merlo        | S     | 21 giugno 1999    | Italia               |
| 5  | Federico Roberti    | S     | 19 marzo 2004     | Italia               |
| 6  | Mattia Raffa        | L     | 4 giugno 1996     | Italia               |
| 7  | Tommaso Mandoloni   | P     | 11 luglio 1998    | Italia               |
| 8  | Jan Klobučar        | S     | 11 dicembre 1992  | Slovenia             |
| 9  | Davide Magnanelli   | C     | 25 ottobre 2003   | Italia               |
| 11 | Giacomo Sorcinelli  | S     | 4 gennaio 2005    | Italia               |
| 12 | Matteo Coccia       | O     | 29 settembre 2004 | Italia               |
| 13 | Alessandro Acuti    | C     | 13 agosto 2000    | Italia               |
| 15 | Christoph Marks     | O     | 16 aprile 1997    | Germania             |
| 16 | Federico Compagnoni | S     | 18 gennaio 2003   | Italia               |
| 23 | Stefano Mengozzi    | C     | 6 maggio 1985     | Italia               |

## Palmarès
- Coppa Italia di Serie A2: 1

1999-00